# Alagar
Alagar és una serralada de muntanyes de poca altura al districte de Madurai, a l'estat de Tamil Nadu. Té una altura mitjana de no gaire més de 300 metres.
Fa uns 25 quilòmetres amb orientació NO-SE definint part de la vall del riu Vaigai.
A la part sud-est al peu de la serralada, hi ha el Kallar-Alagar Kovil, antic temple d'adoradors de Kali i dedicat a Vixnu, a uns 20 km al nord-est de la ciutat de Madurai (o Madura).